# Once Again (série de televisão)
Once Again (hangul: 한 번 다녀왔습니다; rr: Han Beon Danyeowatseumnida) é uma série de televisão dramática sul-coreana de 2020 estrelada por Lee Sang-yeob e Lee Min-jung. O drama foi ao ar na KBS2 de 28 de março a 13 de setembro de 2020, todos os sábados e domingos das 19h55 às 21h15 (KST).

## Sinopse
Song Young-dal (Cheon Ho-jin) e Jang Ok-boon (Cha Hwa-yeon) são casados há muitos anos e têm quatro filhos (um filho e três filhas): Joon-sun (Oh Dae-hwan), Ga-hee (Oh Yoon-ah), Na-hee (Lee Min-jung) e Da-hee (Lee Cho-hee).
A terceira filha do casal, Na-Hee, é médica e trabalha com o marido, o Dr. Yoon Gyu-jin (Lee Sang-yeob), no mesmo hospital. Eles se apaixonaram enquanto estudavam na faculdade de medicina e se casaram, mas a vida conjugal dos dois não vai muito bem. Enquanto isso, o primogênito Joon-sun (Oh Dae-hwan) e a segunda filha Ga-hee (Oh Yoon-ah) são ambos divorciados e vivem com os pais. A filha mais nova, Da-Hee, enfrenta dificuldades em seu trabalho como estagiária de uma empresa.

## Elenco

### Principal
- Chun Ho-jin como Song Young-dal
- Cha Hwa-yeon como Jang Ok-boon
- Lee Min-jung como Song Na-hee — a terceira filha de Young-dal e Ok-boon, uma pediatra.
- Lee Sang-yeob como Yoon Gyu-jin — marido de Na-hee, um médico clínico geral.[6]

### De apoio
- Oh Dae-hwan como Song Joon-sun — o filho mais velho de Young-dal e Ok-boon.
- Oh Yoon-ah como Song Ga-hee — a segunda filha de Young-dal e Ok-boon.
- Lee Cho-hee como Song Da-hee — a filha mais nova de Young-dal e Ok-boon.
- Moon Woo-jin como Kim Ji-hoon — o filho de Ga-hee.[6]

#### Família de Yoon Gyu-jin
- Sung Chan-ho, como o falecido pai de Gyu-jin e Jae-seok, só aparece na foto de família.
- Kim Bo-yeon como Choi Yoon-jung — mãe de Gyu-jin e Jae-seok.
- Lee Sang-yi como Yoon Jae-seok — irmão mais novo de Gyu-jin, interesse amoroso de Da-hee e, mais tarde, seu marido.[6]

#### Mercado Yongju
- Lee Jung-eun como Kang Cho-yeon — Dona da loja de Gimbap da irmã. Ela é Song Young-sook, a irmã mais nova há muito tempo perdida de Young-dal.
- Baek Ji-won como Jang Ok-ja — irmã mais nova solteira de Ok-boon.
- Ahn Gil-kang como Yang Chi-soo — amigo de Young-dal.
- Ki Do-hoon como Park Hyo-shin — entregador de meio período do restaurante de frango frito da família Song, que mais tarde se tornou dublê da empresa de Joon-sun. O interesse amoroso de Ga-hee.
- Kim So-ra como Lee Joo-ri — funcionária da loja Gimbap da irmã.
- Song Da-eun como Kim Ga-yeon — funcionária da loja Kimbap da irmã.
- Shin Mi-young como Park Kyung-hwa — dona de uma loja de peixes secos.
- Kim Ga-young como Im Jin-joo — dona de uma loja de donuts.[6]

#### Família de Joon-sun
- Im Jung-eun como Sung Hyun-kyung — esposa de Joon-sun.
- Lee Ga-yeon como Song Seo-young — filha mais velha de Joon-sun.
- Ahn Seo-yeon como Song Seo-jin — filha mais nova de Joon-sun.[6]

#### Membros do Evergreen Children's Hospital
- Alex Chu como Lee Jeong-rok — aluno do último ano da faculdade de medicina de Na-hee.
- Son Seong-yoon como Yoo Bo-young — o primeiro amor de Gyu-jin.
- Song Min-jae como Yoo Shi-hoo — filho de Bo-young.
- Shin Soo-jung como Park Ji-yeon
- Kang Yoo-seok como Han Gi-young
- Kim Hyun-mok como Hong Sung-woo
- Kim Mi-eun como Shin Hye-jung
- Lee Sang-kyung como Shim Jung-hee
- Han Bom como Oh Yeon-ji[6]

### Outros
- Oh Eui-shik como Oh Jung-bong — o dublê de ação júnior de Joon-sun.[6]
- Jang Won-hyuk como Lee Jong-soo — dublê de ação júnior de Joon-sun.[6]
- Bae Ho-geun como Kim Seung-hyun — ex-marido de Ga-hee.[6]
- Heo Hyun-ho como Monge Yong Kang — um monge que desempanha uma figura paterna para Cho-yeon.
- Kim Hye-won como Kwon Ji-hye — a gerente da loja de Ga-hee.
- Jung Han-bit como Seo Yoon-hee — a mulher do encontro às cegas de Jae-seok.
- Jo Mi-ryung como Hong Yeon-hong — amiga de Cho-yeon, uma mulher intrigante e encrenqueira.
- Nam Jung-hee como Shim Moon-sil — mãe de Yeon-hong.

### Participações especiais
- Ji Il-joo como Cha Young-hoon — ex-noivo de Da-hee.
- Son Jong-hak como Jang Choong-soo — diretor do Evergreen Children Hospital.
- Lee Sung-kyung como Ji Sun-kyung — ex-namorada de Jae-seok.
- Kang Chan-hee como Choi Ji-won — amigo de Da-hee da faculdade.
- Jo Han-chul como Jo Won-chul — um agiota que cobra Yeon-hong por suas dívidas.
- Lee Pil-mo como Lee Hyun — o CEO da Hyun Media, diretor de cinema do vídeo promocional do Mercado Yongju.

## Trilha sonora

### Lista de faixas
| N.º | Título                   | Artista           | Duração |  |
| 1.  | "Let's Never Meet Again" | Park Bo-ram       | 3:37    |  |
| 2.  | "LOVE IS DANGER"         | Raina, Song Yuvin | 3:44    |  |
| 3.  | "Why Am I Like This"     | Lee Sang-yi       | 3:24    |  |
| 4.  | "The Day We Broke Up"    | Ra.L              | 3:24    |  |
| 5.  | "Everything Passes By"   | Jung Dong-ha      | 3:38    |  |

## Audiência
- Na tabela abaixo, os números em azul representam a audiência mais baixa e os números em vermelho representam a audiência mais alta.
- N/A indica que aquele número de audiência é desconhecido.
- O 48º episódio da série foi ao ar em 6 de setembro de 2020, registrou uma audiência média nacional de 37,0%, com 6,8 milhões de espectadores assistindo ao episódio.[7]

| Ep.   | Data de transmissão original | Parcela média de audiência | Parcela média de audiência | Parcela média de audiência |
| Ep.   | Data de transmissão original | Nielsen Korea              | Nielsen Korea              | TNmS                       |
| Ep.   | Data de transmissão original | Nacional                   | Seul                       | Nacional                   |
| ----- | ---------------------------- | -------------------------- | -------------------------- | -------------------------- |
| 1     | 28 de março de 2020          | 19.4%                      | 17.7%                      | 20.2%                      |
| 2     | 28 de março de 2020          | 23.1%                      | 21.7%                      | 23.3%                      |
| 3     | 29 de março de 2020          | 22.9%                      | 23.2%                      | 22.3%                      |
| 4     | 29 de março de 2020          | 26.3%                      | 25.3%                      | 26.4%                      |
| 5     | 4 de abril de 2020           | 20.5%                      | 18.8%                      | 22.0%                      |
| 6     | 4 de abril de 2020           | 24.5%                      | 22.4%                      | 25.4%                      |
| 7     | 5 de abril de 2020           | 24.2%                      | 22.8%                      | 25.0%                      |
| 8     | 5 de abril de 2020           | 28.1%                      | 27.4%                      | 29.1%                      |
| 9     | 11 de abril de 2020          | 21.3%                      | 20.1%                      | 21.0%                      |
| 10    | 11 de abril de 2020          | 26.0%                      | 25.5%                      | 25.3%                      |
| 11    | 12 de abril de 2020          | 26.7%                      | 26.1%                      | 25.8%                      |
| 12    | 12 de abril de 2020          | 29.6%                      | 29.3%                      | 29.3%                      |
| 13    | 18 de abril de 2020          | 21.3%                      | 20.8%                      | 19.8%                      |
| 14    | 18 de abril de 2020          | 26.6%                      | 26.4%                      | 23.1%                      |
| 15    | 19 de abril de 2020          | 26.3%                      | 25.7%                      | 24.6%                      |
| 16    | 19 de abril de 2020          | 29.9%                      | 30.3%                      | 27.0%                      |
| 17    | 125 de abril de 2020         | 25.0%                      | 21.4%                      | 20.4%                      |
| 18    | 125 de abril de 2020         | 25.5%                      | 21.6%                      | 25.2%                      |
| 19    | 26 de abril de 2020          | 28.4%                      | 23.9%                      | 23.6%                      |
| 20    | 26 de abril de 2020          | 28.8%                      | 28.3%                      | 27.9%                      |
| 21    | 2 de maio de 2020            | 21.4%                      | 21.2%                      | 20.6%                      |
| 22    | 2 de maio de 2020            | 26.1%                      | 26.1%                      | 25.3%                      |
| 23    | 3 de maio de 2020            | 24.5%                      | 23.7%                      | 23.7%                      |
| 24    | 3 de maio de 2020            | 28.2%                      | 27.6%                      | 28.2%                      |
| 25    | 9 de maio de 2020            | 26.6%                      | 26.7%                      | —                          |
| 26    | 9 de maio de 2020            | 22.1%                      | 21.8%                      | —                          |
| 27    | 10 de maio de 2020           | 25.1%                      | 25.0%                      | 24.9%                      |
| 28    | 10 de maio de 2020           | 30.2%                      | 30.5%                      | 29.4%                      |
| 29    | 16 de maio de 2020           | 22.0%                      | 21.9%                      | 19.7%                      |
| 30    | 16 de maio de 2020           | 27.2%                      | 26.8%                      | 24.3%                      |
| 31    | 17 de maio de 2020           | 26.6%                      | 27.1%                      | 24.3%                      |
| 32    | 17 de maio de 2020           | 29.9%                      | 30.4%                      | 29.3%                      |
| 33    | 23 de maio de 2020           | 21.8%                      | 21.4%                      | 21.1%                      |
| 34    | 23 de maio de 2020           | 26.3%                      | 25.6%                      | 25.8%                      |
| 35    | 24 de maio de 2020           | 27.4%                      | 27.2%                      | 26.1%                      |
| 36    | 24 de maio de 2020           | 31.1%                      | 30.5%                      | 29.5%                      |
| 37    | 30 de maio de 2020           | 21.2%                      | 20.4%                      | 20.5%                      |
| 38    | 30 de maio de 2020           | 27.0%                      | 26.1%                      | 26.0%                      |
| 39    | 31 de maio de 2020           | 26.0%                      | 25.6%                      | 25.6%                      |
| 40    | 31 de maio de 2020           | 30.9%                      | 30.6%                      | 29.5%                      |
| 41    | 6 de junho de 2020           | 23.7%                      | 24.1%                      | 21.8%                      |
| 42    | 6 de junho de 2020           | 28.5%                      | 28.8%                      | 26.8%                      |
| 43    | 7 de junho de 2020           | 26.5%                      | 26.0%                      | 25.7%                      |
| 44    | 7 de junho de 2020           | 30.1%                      | 29.5%                      | 30.0%                      |
| 45    | 13 de junho de 2020          | 23.9%                      | 23.1%                      | —                          |
| 46    | 13 de junho de 2020          | 28.7%                      | 28.0%                      | —                          |
| 47    | 14 de junho de 2020          | 27.8%                      | 27.5%                      | 25.6%                      |
| 48    | 14 de junho de 2020          | 31.6%                      | 31.1%                      | 30.3%                      |
| 49    | 20 de junho de 2020          | 23.1%                      | 23.4%                      | 21.0%                      |
| 50    | 20 de junho de 2020          | 28.8%                      | 28.0%                      | 26.5%                      |
| 51    | 21 de junho de 2020          | 28.6%                      | 28.5%                      | 25.7%                      |
| 52    | 21 de junho de 2020          | 31.5%                      | 31.9%                      | 29.9%                      |
| 53    | 27 de junho de 2020          | 23.6%                      | 23.3%                      | 20.9%                      |
| 54    | 27 de junho de 2020          | 28.0%                      | 27.5%                      | 26.9%                      |
| 55    | 28 de junho de 2020          | 28.5%                      | 28.3%                      | 25.5%                      |
| 56    | 28 de junho de 2020          | 32.2%                      | 31.5%                      | 30.1%                      |
| 57    | 4 de julho de 2020           | 23.2%                      | 22.6%                      | 21.4%                      |
| 58    | 4 de julho de 2020           | 28.6%                      | 28.5%                      | 25.6%                      |
| 59    | 5 de julho de 2020           | 28.9%                      | 28.5%                      | 25.8%                      |
| 60    | 5 de julho de 2020           | 33.0%                      | 33.0%                      | 29.7%                      |
| 61    | 11 de julho de 2020          | 24.6%                      | 24.2%                      | 22.7%                      |
| 62    | 11 de julho de 2020          | 29.6%                      | 29.5%                      | 27.7%                      |
| 63    | 12 de julho de 2020          | 30.3%                      | 29.7%                      | 27.8%                      |
| 64    | 12 de julho de 2020          | 33.3%                      | 32.5%                      | 30.9%                      |
| 65    | 18 de julho de 2020          | 23.9%                      | 23.5%                      | 23.8%                      |
| 66    | 18 de julho de 2020          | 29.4%                      | 28.7%                      | 28.4%                      |
| 67    | 19 de julho de 2020          | 30.4%                      | 30.3%                      | 28.9%                      |
| 68    | 19 de julho de 2020          | 33.7%                      | 33.4%                      | 33.0%                      |
| 69    | 25 de julho de 2020          | 24.2%                      | 23.1%                      | 21.9%                      |
| 70    | 25 de julho de 2020          | 28.7%                      | 27.6%                      | 26.3%                      |
| 71    | 26 de julho de 2020          | 29.6%                      | 28.9%                      | 28.3%                      |
| 72    | 26 de julho de 2020          | 33.0%                      | 32.7%                      | 32.0%                      |
| 73    | 1 de agosto de 2020          | 25.7%                      | 25.0%                      | 24.6%                      |
| 74    | 1 de agosto de 2020          | 30.1%                      | 29.3%                      | 29.5%                      |
| 75    | 2 de agosto de 2020          | 32.1%                      | 32.3%                      | 30.0%                      |
| 76    | 2 de agosto de 2020          | 35.6%                      | 36.0%                      | 34.2%                      |
| 77    | 8 de agosto de 2020          | 29.4%                      | 28.7%                      | 26.9%                      |
| 78    | 8 de agosto de 2020          | 33.2%                      | 32.4%                      | 30.6%                      |
| 79    | 9 de agosto de 2020          | 33.6%                      | 33.2%                      | 30.0%                      |
| 80    | 9 de agosto de 2020          | 36.5%                      | 36.1%                      | 33.6%                      |
| 81    | 15 de agosto de 2020         | 26.9%                      | 27.0%                      | 25.0%                      |
| 82    | 15 de agosto de 2020         | 31.4%                      | 31.8%                      | 30.0%                      |
| 83    | 16 de agosto de 2020         | 29.6%                      | 28.6%                      | 29.2%                      |
| 84    | 16 de agosto de 2020         | 32.9%                      | 31.4%                      | 32.5%                      |
| 85    | 22 de agosto de 2020         | 29.2%                      | 29.5%                      | 26.7%                      |
| 86    | 22 de agosto de 2020         | 33.2%                      | 33.7%                      | 30.8%                      |
| 87    | 23 de agosto de 2020         | 32.8%                      | 32.5%                      | 31.1%                      |
| 88    | 23 de agosto de 2020         | 35.5%                      | 35.1%                      | 35.2%                      |
| 89    | 29 de agosto de 2020         | 30.2%                      | 30.2%                      | 29.1%                      |
| 90    | 29 de agosto de 2020         | 35.5%                      | 35.5%                      | 33.7%                      |
| 91    | 30 de agosto de 2020         | 34.5%                      | 34.0%                      | 32.5%                      |
| 92    | 30 de agosto de 2020         | 36.5%                      | 35.7%                      | 35.5%                      |
| 93    | 5 de setembro de 2020        | 27.4%                      | 26.0%                      | 27.4%                      |
| 94    | 5 de setembro de 2020        | 32.6%                      | 31.2%                      | 31.9%                      |
| 95    | 6 de setembro de 2020        | 34.8%                      | 34.7%                      | 32.1%                      |
| 96    | 6 de setembro de 2020        | 37.0%                      | 37.0%                      | 35.4%                      |
| 97    | 12 de setembro de 2020       | 29.6%                      | 28.9%                      | —                          |
| 98    | 12 de setembro de 2020       | 33.5%                      | 33.4%                      | —                          |
| 99    | 13 de setembro de 2020       | 33.6%                      | 33.0%                      | 32.8%                      |
| 100   | 13 de setembro de 2020       | 34.8%                      | 33.9%                      | 34.9%                      |
| Média | Média                        | 28.4%                      | 27.9%                      | —                          |

## Prêmios e indicações
| Ano  | Cerimônia           | Categoria                                             | Indicado                     | Resultado | Ref.  |
| ---- | ------------------- | ----------------------------------------------------- | ---------------------------- | --------- | ----- |
| 2020 | KBS Drama Awards    | Daesang (Grande Prêmio)                               | Chun Ho-jin                  | Venceu    | [ 8 ] |
| 2020 | KBS Drama Awards    | Alta Excelência, Ator                                 | Chun Ho-jin                  | Indicado  | [ 8 ] |
| 2020 | KBS Drama Awards    | Alta Excelência, Atriz                                | Cha Hwa-yeon                 | Indicado  | [ 8 ] |
| 2020 | KBS Drama Awards    | Alta Excelência, Atriz                                | Lee Min-jung                 | Venceu    | [ 8 ] |
| 2020 | KBS Drama Awards    | Prêmio de Excelência, Ator em um Drama em Série       | Chun Ho-jin                  | Indicado  | [ 8 ] |
| 2020 | KBS Drama Awards    | Prêmio de Excelência, Ator em um Drama em Série       | Lee Sang-yeob                | Venceu    | [ 8 ] |
| 2020 | KBS Drama Awards    | Prêmio de Excelência, Atriz em um Drama em Série      | Cha Hwa-yeon                 | Indicado  | [ 8 ] |
| 2020 | KBS Drama Awards    | Prêmio de Excelência, Atriz em um Drama em Série      | Lee Jung-eun                 | Venceu    | [ 8 ] |
| 2020 | KBS Drama Awards    | Prêmio de Excelência, Atriz em um Drama em Série      | Lee Min-jung                 | Indicado  | [ 8 ] |
| 2020 | KBS Drama Awards    | Melhor Ator Coadjuvante                               | Oh Dae-hwan                  | Venceu    | [ 8 ] |
| 2020 | KBS Drama Awards    | Melhor Atriz Coadjuvante                              | Baek Ji-won                  | Indicado  | [ 8 ] |
| 2020 | KBS Drama Awards    | Melhor Atriz Coadjuvante                              | Oh Yoon-ah                   | Venceu    | [ 8 ] |
| 2020 | KBS Drama Awards    | Melhor Jovem Ator                                     | Moon Woo-jin                 | Venceu    | [ 8 ] |
| 2020 | KBS Drama Awards    | Melhor Jovem Atriz                                    | Ahn Seo-yeon                 | Indicado  | [ 8 ] |
| 2020 | KBS Drama Awards    | Melhor Jovem Atriz                                    | Lee Ga-yeon                  | Venceu    | [ 8 ] |
| 2020 | KBS Drama Awards    | Melhor Ator Revelação                                 | Lee Sang-yi                  | Venceu    | [ 8 ] |
| 2020 | KBS Drama Awards    | Melhor Atriz Revelação                                | Lee Cho-hee                  | Venceu    | [ 8 ] |
| 2020 | KBS Drama Awards    | Prêmio do Internauta, Ator                            | Lee Sang-yeob                | Venceu    | [ 8 ] |
| 2020 | KBS Drama Awards    | Melhor Roteirista                                     | Yang Hee-seung               | Venceu    | [ 8 ] |
| 2020 | KBS Drama Awards    | Prêmio de Melhor Casal                                | Chun Ho-jin e Lee Jung-eun   | Venceu    | [ 8 ] |
| 2020 | KBS Drama Awards    | Prêmio de Melhor Casal                                | Lee Sang-yeob e Lee Min-jung | Venceu    | [ 8 ] |
| 2020 | KBS Drama Awards    | Prêmio de Melhor Casal                                | Lee Sang-yi e Lee Cho-hee    | Venceu    | [ 8 ] |
| 2020 | 7º APAN Star Awards | Prêmio de Alta Excelência, Ator em um Drama em Série  | Lee Sang-yeob                | Venceu    | [ 9 ] |
| 2020 | 7º APAN Star Awards | Prêmio de Alta Excelência, Atriz em um Drama em Série | Lee Min-jung                 | Venceu    | [ 9 ] |
| 2020 | 7º APAN Star Awards | Prêmio de Excelência, Ator em um Drama em Série       | Lee Sang-yi                  | Venceu    | [ 9 ] |
| 2020 | 7º APAN Star Awards | Melhor Atriz Coadjuvante                              | Lee Jung-eun                 | Indicado  | [ 9 ] |
| 2020 | 7º APAN Star Awards | Melhor Atriz Revelação                                | Lee Cho-hee                  | Indicado  | [ 9 ] |
| 2020 | 7º APAN Star Awards | Prêmio Estrela Popular, Atriz                         | Lee Min-jung                 | Indicado  | [ 9 ] |